# جيم راش
جيم راش (بالإنجليزية: Jim Rash)‏ هو كاتب سيناريو وممثل أمريكي، ولد في 15 يوليو 1971 في الولايات المتحدة. من الجوائز التي نالها جائزة الأوسكار لأفضل كتابة عن عمل الأحفاد.

## أعمال

### أفلام
- (2002) تقرير الأقلية[5]
- (2002) سيم ون
- (2005) سكاي هاي
- (2011) الأحفاد[6]
- (2013) في الخلف تماما[7]
- (2016) الحرب الأهلية[8][9][10]

### مسلسلات
- أميريكان داد!
- المديرة
- المقاومة
- ريك ومورتي
- كوميونتي

## جوائز
- جائزة الأوسكار لأفضل كتابة، عن عمل: الأحفاد

## وصلات خارجية
- جيم راش على موقع IMDb (الإنجليزية)
- جيم راش على موقع ألو سيني (الفرنسية)
- جيم راش على موقع أول موفي (الإنجليزية)
- جيم راش على موقع قاعدة بيانات الأفلام السويدية (السويدية)
- جيم راش على موقع إن إن دي بي (الإنجليزية)
- جيم راش على موقع قاعدة بيانات الفيلم (الإنجليزية)
- جيم راش على موقع كينوبويسك (الروسية)